# Amauris damocles
Amauris damocles är en fjärilsart som beskrevs av Fabricius 1793. Amauris damocles ingår i släktet Amauris och familjen praktfjärilar. Inga underarter finns listade i Catalogue of Life.